# Liegi-Bastogne-Liegi 1979
La Liegi-Bastogne-Liegi 1979, sessantacinquesima edizione della corsa, si svolse il 22 aprile 1979 per un percorso di 241,7 km. Fu vinta dal tedesco occidentale Dietrich Thurau, che concluse in 6h35'00".
Furono 36 in totale i ciclisti, dei 158 alla partenza, che conclusero la corsa.

## Ordine d'arrivo (Top 10)
| Pos. | Corridore                | Squadra    | Tempo    |
| ---- | ------------------------ | ---------- | -------- |
| 1    | Dietrich Thurau          | Ijsboerke  | 6h35'00" |
| 2    | Bernard Hinault          | Renault    | a 55"    |
| 3    | Daniel Willems           | Ijsboerke  | s.t.     |
| 4    | Gianbattista Baronchelli | Magniflex  | s.t.     |
| 5    | Eddy Schepers            | DAF Trucks | s.t.     |
| 6    | Lucien Van Impe          | KAS        | s.t.     |
| 7    | Michel Pollentier        | Splendor   | s.t.     |
| 8    | Alfons De Wolf           | Boule d'Or | s.t.     |
| 9    | Herman Van Springel      | Marc Zeep  | s.t.     |
| 10   | Michel Laurent           | Renault    | s.t.     |